# Sweethearts
Sweethearts er en dansk popgruppe, der spiller coverversioner af dansktopmusik. Gruppen består af sangerinde Pernille Højmark, bassist Kim Kidholm, trommeslager Holger Kølle, keyboardspiller Peter Michael Jensen og afdøde guitarist Bo Bistrup (1989-2019). Sweethearts debuterede med albummet Lyk'lig i en verden af musik i 1992, hvor også sangerinde Marianne van Toornburg medvirkede. Hun forlod gruppen i 1993.
I 1992 deltog gruppen i Dansk Melodi Grand Prix 1992 sammen med Keld og Hilda Heick under navnet Sweet Keld & The Hilda Hearts med sangen "Det vil vi da blæse på". Sweethearts deltog igen med sangen "I Must Be Crazy" ved Dansk Melodi Grand Prix 2005.

## Diskografi

### Studiealbums
- Lyk'lig i en verden af musik (1992)
- Hej igen du! (1995)
- Lad hele verden danse (1998)
- Sikken en fest (1999)
- Sikken en julefest (1999)
- Knald på (2002)
- Grand Cru (2004)

### Opsamlingsalbums
- Sweetest hits (2000)
- De bedste Sweethearts (2008)
- Det går tit godt – komplet & rariteter (bokssæt, 2012)